# Waipiʻo Valley
Das Waipiʻo Valley ist ein Tal auf der Insel Hawaii im US-Bundesstaat Hawaii. Es liegt im Verwaltungsbezirk Hāmākua im Nordosten der Insel. Wai piʻo bedeutet auf Hawaiisch „gebogenes Wasser“.
Der Talboden auf Meereshöhe liegt fast 610 Meter unter dem umgebenden Gelände. Das Tal entstand durch Bacherosion in der schwachen Basaltlava des Kohala-Vulkans.
Die Uferlinie des Tals ist ein schwarzer Sandstrand, der bei Surfern beliebt ist. Im Tal gibt es einige Taro-Farmen. Mehrere große Wasserfälle stürzen ins Tal und speisen den Fluss, der vom Fuße des größten Wasserfalls im hinteren Teil des Tals ins Meer fließt.
Das Waipiʻo Valley spielt in der hawaiischen Religion eine Rolle, da dort das Tor zu Lua-o-Milu (der Unterwelt) liegt und durch Sand verborgen ist. Das Tal
galt auch als puʻuhonua (Asylplatz), wo Kapubrechern Schutz gewährt wurde.
Der Zugang ist schwierig. Von Süden führt nur eine Straße dorthin. Sie steigt auf einem Kilometer 240 Meter an, mit einer durchschnittlichen Steigung von 24 %, manchmal auch deutlich steiler. Einige Abschnitte können bis zu 45 % Steigung erreichen, was sie zur steilsten Straße der Vereinigten Staaten und möglicherweise zur steilsten der Welt macht, verglichen mit 35 % auf der Baldwin Street in Neuseeland. Die Straße ist nur für Fahrzeuge mit Allradantrieb zugelassen.
Das Erdbeben auf Hawaii im Jahr 2006 führte dazu, dass eine Klippe am Eingang zum Waipiʻo Valley einstürzte und ins Meer rutschte, und dass Steine auf die Zufahrtsstraße fielen.
Das Tal ist Schauplatz der Schlussszene des Science-Fiction-Films Waterworld (1995), in der die Hauptfiguren Dryland, das Festland, finden.

## Fotogalerie

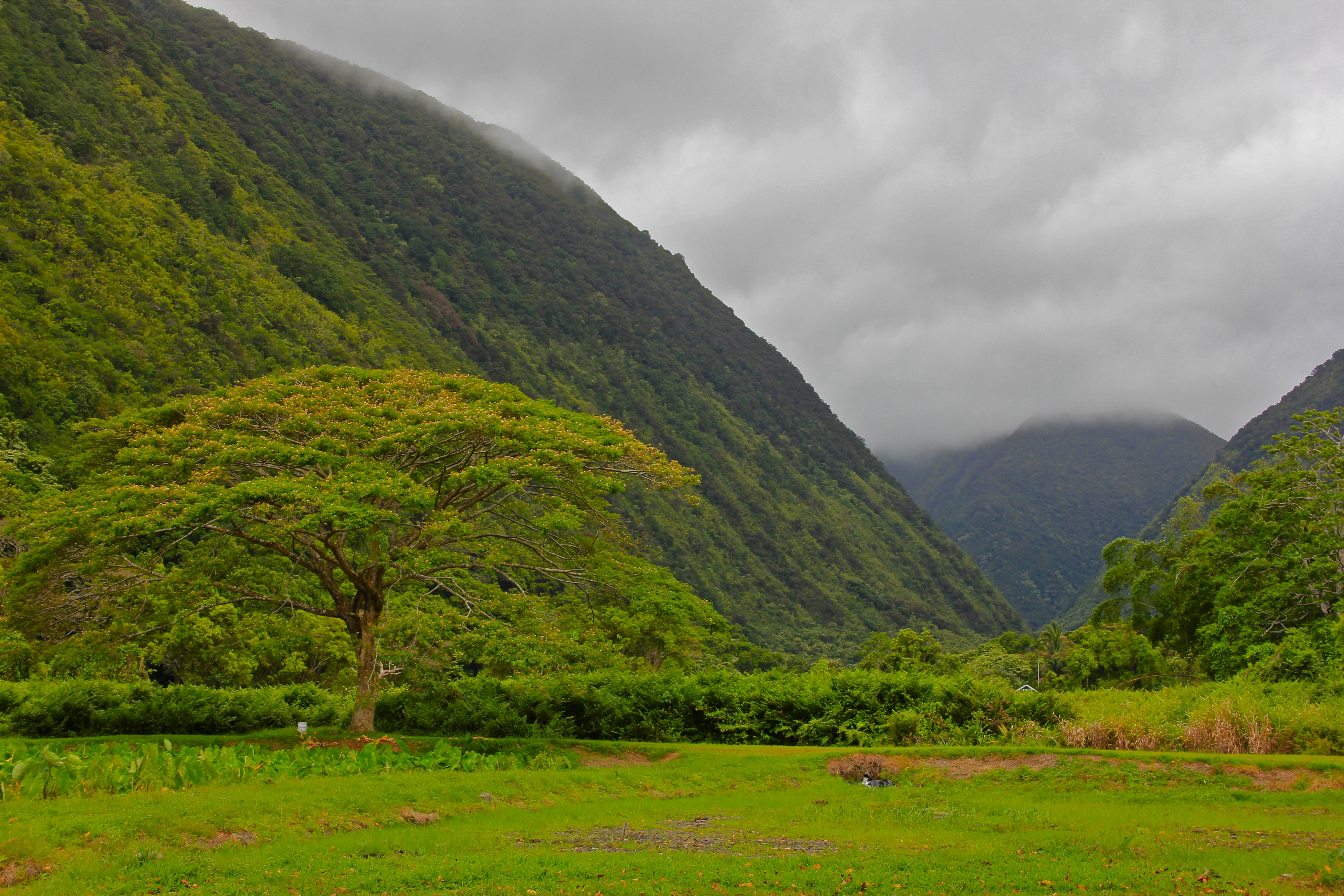
Blick auf das innere Waipiʻo Valley.
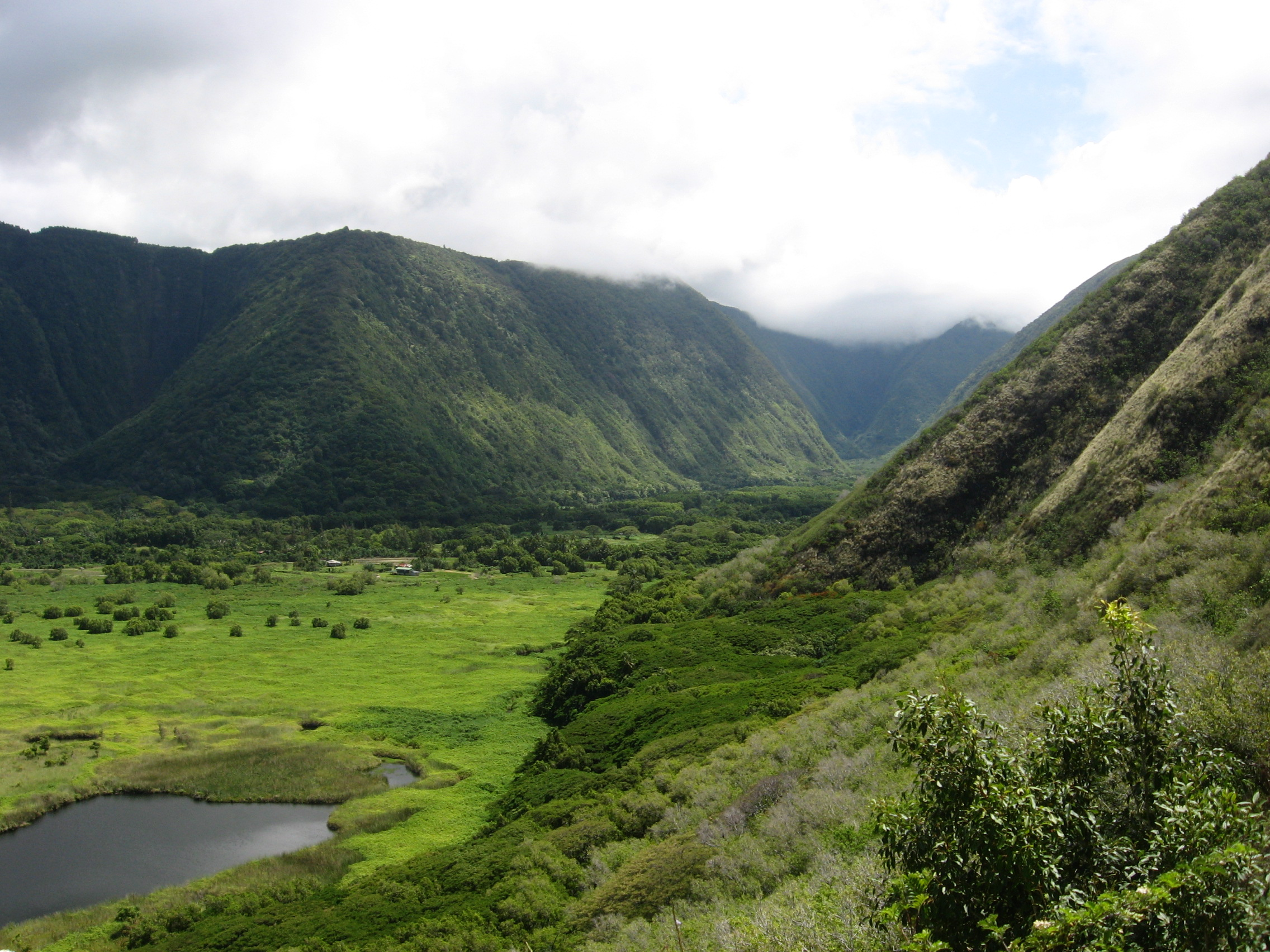
Blick auf das innere Waipiʻo Valley.
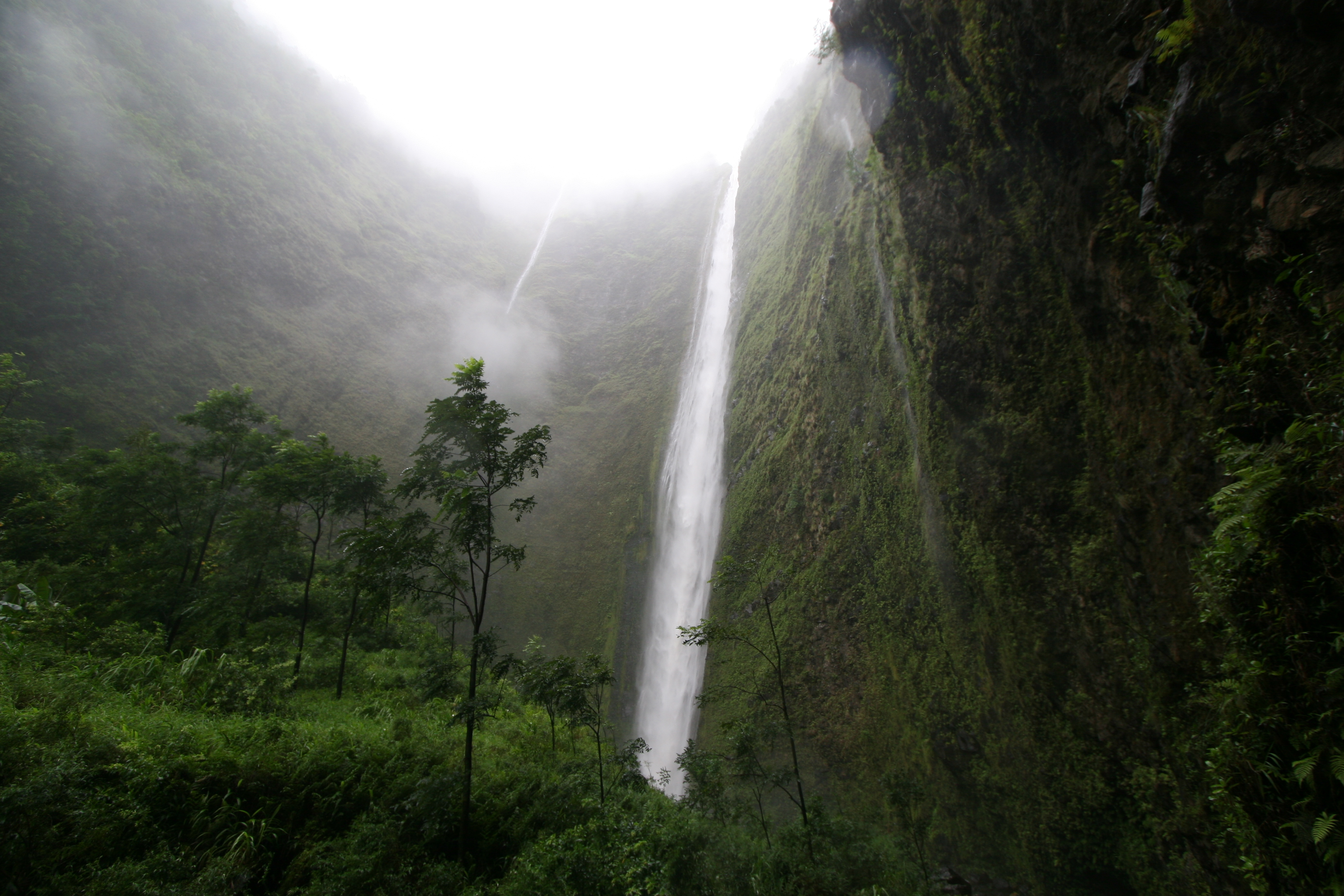
Hiʻilawe-Wasserfall am hinteren Ende des Waipiʻo Valley.
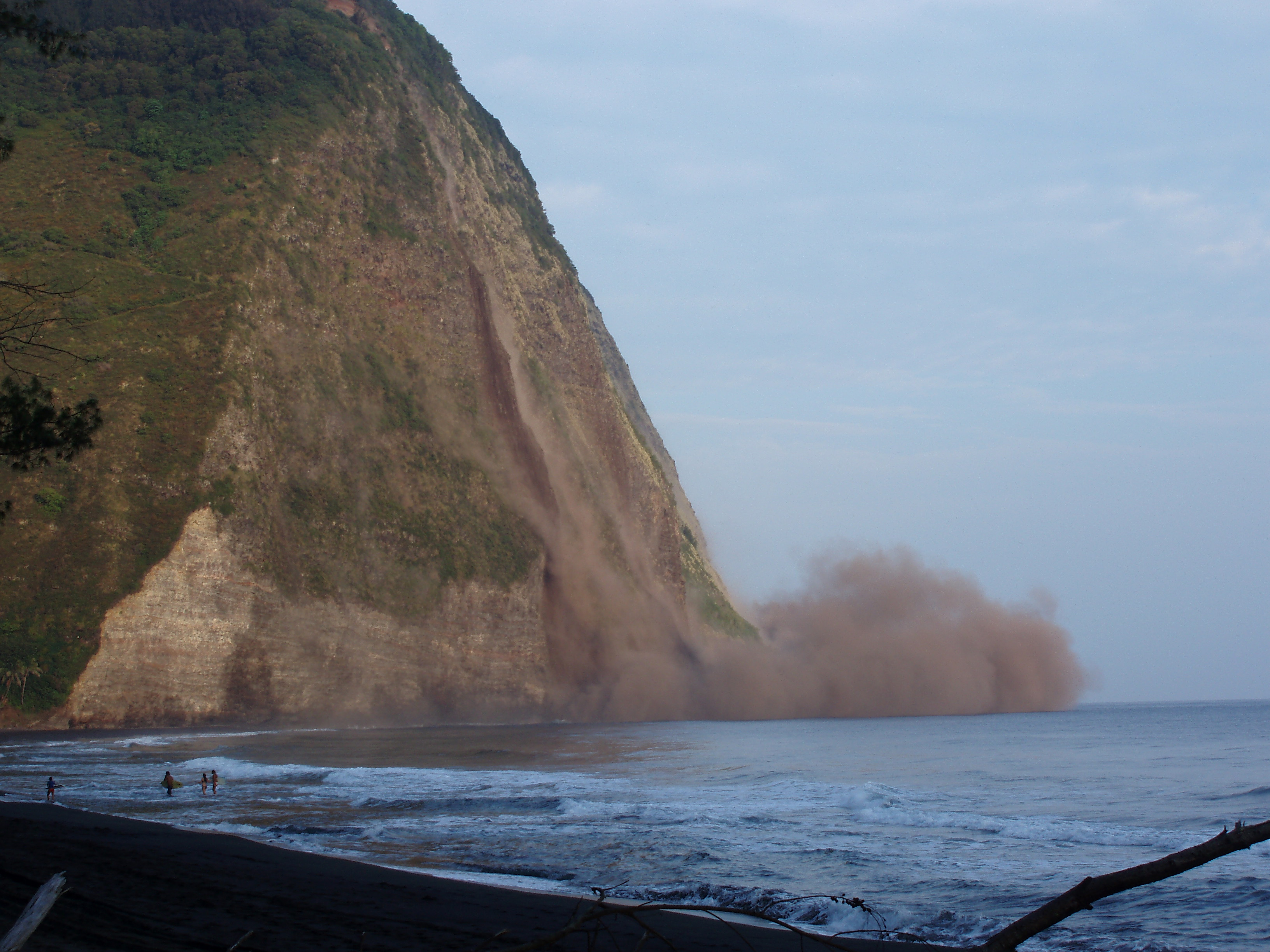
Einstürzende Klippe am Eingang des Waipiʻo Valley während des Erdbebens von 2006.
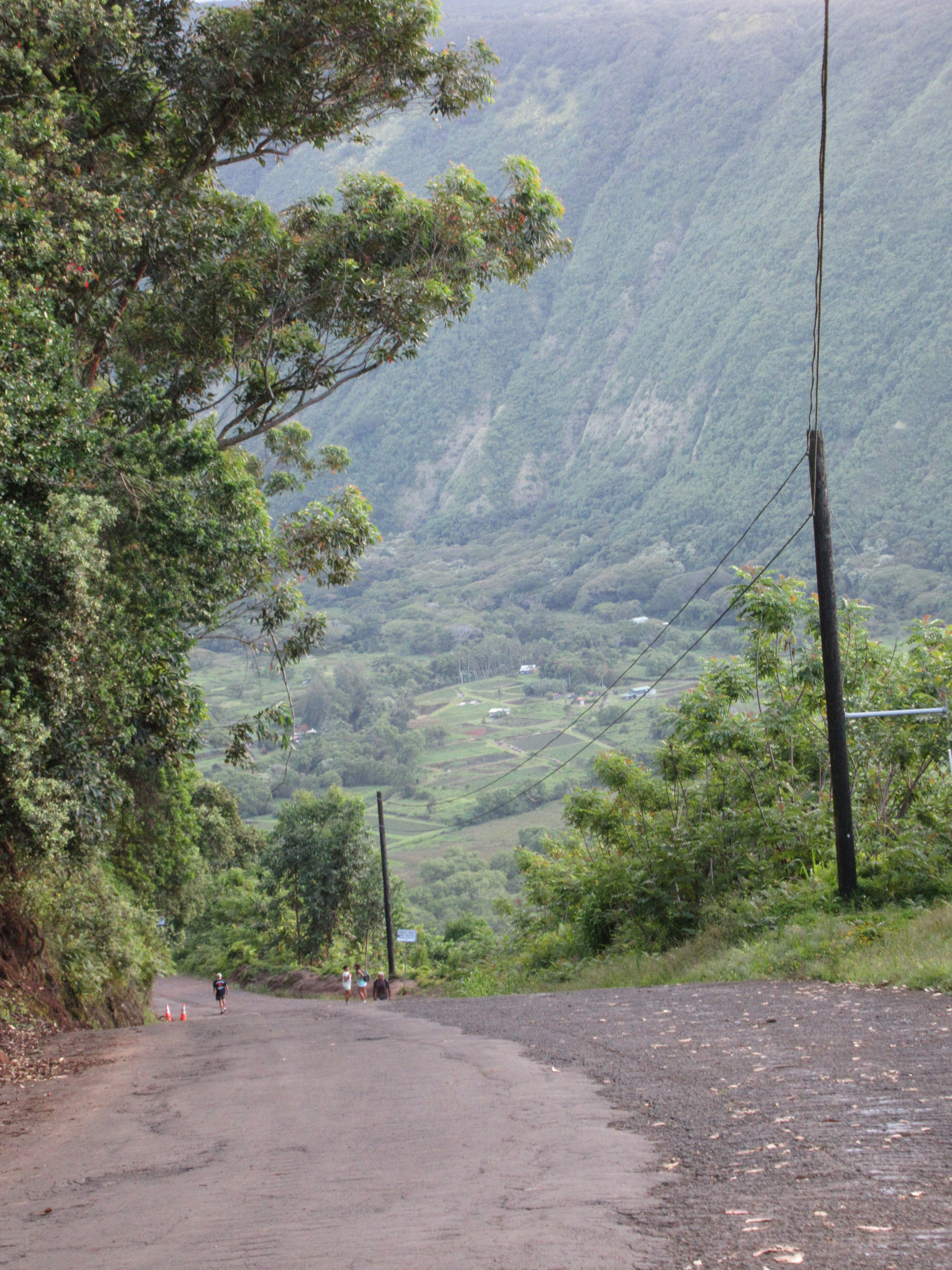
Blick auf das Waipiʻo Valley von der Zufahrtsstraße aus, die eine Steigung von 25 % aufweist.